# Rejon trocki
Rejon trocki (lit. Trakų rajono savivaldybė dosłownie samorząd rejonu trockiego) – rejon w południowo-wschodniej Litwie.
Według Spisu Ludności z 2011 roku ok. 30,1% populacji (10 362 mieszkańców) rejonu stanowili Polacy.

## Podział administracyjny
- gmina Wysoki Dwór (Aukštadvario seniūnija) (Wysoki Dwór)
- gmina Grendawa (Grendavės seniūnija) (Grendawa)
- gmina Landwarów (Lentvario seniūnija) (Landwarów)
- gmina Hanuszyszki (Onuškio seniūnija) (Hanuszyszki)
- gmina Połuknia (Paluknio seniūnija) (Połuknia)
- gmina Rudziszki (Rūdiškių seniūnija) (Rudziszki)
- gmina Stare Troki (Senųjų Trakų seniūnija) (Stare Troki)
- gmina Troki (Trakų seniūnija) (Troki)

W rejonie znajdują się:
- 3 miasta: Landwarów, Rudziszki, Troki
- 2 miasteczka: Hanuszyszki, Wysoki Dwór
- 440 wsi.